# Outbreak Company
Outbreak Company: Moeru Shinryakusha (アウトブレイク・カンパニー ～萌える侵略者～ Autobureiku Kanpanī: Moeru Shinryakusha?) es una serie de novelas ligeras japonesas escritas por Ichirō Sakaki e ilustradas por Yūgen. Kōdansha ha publicado dieciocho volúmenes desde diciembre de 2011. Una adaptación al manga por Kiri Kajiya empezó su serialización en la revista de Kodansha Good! Afternoon en noviembre de 2012 y finalizó en octubre de 2014 con un total de 4 volúmenes. Una adaptación al anime se emitió entre octubre y diciembre de 2013.

## Argumento
Shin'ichi Kanō es un joven otaku recluido a quién le ofrecen un trabajo gracias a su gran conocimiento del anime, manga y videojuegos. Justo después de conocer a su jefe es secuestrado y despierta en un mundo paralelo con temática fantástica. Shin'ichi es informado que fue seleccionado por el gobierno japonés para ayudar a mejorar las relaciones de su país en este nuevo mundo, estableciendo una empresa para dar a conocer los productos únicos de la cultura japonesa en este mercado inexplorado.

## Personajes

### Protagonistas
Shin'ichi Kanō (加納 慎一 Kanō Shin'ichi?)
Seiyū: Natsuki Hanae, Maaya Uchida (niño)
Shin'ichi es el protagonista principal. Decide buscar un trabajo para escapar de su situación de hikikomori, en la que había caído tras entrar en el instituto, y termina como encargado de extender la cultura otaku para el Sacro Imperio Eldant. Es un gran otaku, honesto con sus intereses. Shinichi desarrolla un sentimiento romántico por Myucel y se lo confiesa al final de la serie.
Myucel Foaran (ミュセル・フォアラン Myuseru Foaran?)
Seiyū: Suzuko Mimori
Myucel es una semielfa y la sirvienta de Shin'ichi en el Sacro Imperio Eldant. Sin discriminarla por sus orígenes, Shin'ichi traba amistad rápidamente con Myucel y empieza a enseñarle el idioma japonés. Como respuesta a su bondad, Myucel termina enamorándose de él y se convierte en su más leal compañera. Myucel es un poderosa maga que fue entrenado en el ejército Eldant. Se revela que Myucel fue la amiga de la infancia que rechazó a Shin'ichi en su confesión por ser otaku. Ella se convierte oficialmente en su novia / interés amoroso después de que él le confiesa al final de la serie.
Petralka Anne Eldant III (ペトラルカ・アン・エルダント三世 Petoraruka An Erudanto Sansei?)
Seiyū: Mai Fuchigami
A pesar de parecer una niña, tiene la edad de Shin'ichi y es la monarca del Imperio Eldant. Se interesa por Shin'ichi al hablar con ella sin tener en cuenta su cargo, y empieza a visitarlo regularmente para que le lea manga. Petralka suele quejarse de Myucel dada su celosía debido a su cercanía con Shin'ichi, a quien también le pide que le enseñe japonés.

### Otros
Minori Koganuma (古賀沼 美埜里 Koganuma Minori?)
Seiyū: Maaya Uchida
Ella es otra de las embajadoras de Japón, asignada para servir como guardaespaldas y asesora de Shin'ichi. Debido a que tiene los pechos grandes, tiene la tendencia a gruñir cuando Shin'ichi los mira. A igual que él, Minori también es una otaku pero a diferencia de Shin'ichi, ella es una fujoshi y generalmente fantasea con Shin'ichi con Garius convirtiéndose en pareja. En aras de ser reconocida por su propio padre, comenzó a entrenar temprano en su infancia, lo que se atribuye a su impresionante destreza en la batalla. Esta es también una de las razones por las que ingresó al FAD. Minori es una luchadora consumada y es capaz de derrotar a un grupo de vigilantes armados sin la necesidad de un arma. A pesar de que pasan la mayor parte del tiempo juntos, Minori nunca ha mostrado ninguna emoción romántica por Shin'ichi y viceversa.
Jinzaburō Matoba (的場 甚三郎 Matoba Jinzaburō?)
Seiyū: Keiji Fujiwara
El hombre del gobierno japonés que contrata a Shin'ichi para la tarea de difundir la cultura japonesa en Eldant. Sin embargo, solo le revela la verdadera naturaleza de su misión después de que lo droguen y se lo lleven de la Tierra.
Elbia Hanaiman (エルビア・ハーナイマン Elbia Hānaiman?)
Seiyū: Sumire Uesaka
Una muchacha de la raza de los hombres lobo que tiene grandes orejas de perro y un gran pecho. Elvia fue inicialmente reclutada por el vecino Reino Bahailm para espiar a Eldant. Se disculpa mucho más debido al hecho de que constantemente es víctima de sus tendencias animales naturales y causa problemas que por cualquier otra razón. Elvia es una gran artista y es capaz de dibujar castillos y estructuras a gran escala con facilidad. Elvia se enamora de Shin'ichi después de que él la salve cuando fue capturada y a punto de ser ejecutada. Más tarde se le confía como artista personal de Shin'ichi. Durante la luna llena, Elvia tiene una tendencia a olvidarse de sí misma y actuar mucho más como un perro, como saltar sobre Shin'ichi y lamerle la cara cuando está feliz o perseguir una pelota a cuatro patas mientras ladra. Elvia una vez atacó a Shin'ichi por la noche mientras estaba en celo por eso.
Garius En Cordbal
Seiyū: Shin'ichirō Miki
Primo de Petralka, caballero y capitán de su guardia. Al principio es incrédulo y despectivo de la misión de Shin'ichi al principio, pero luego se entusiasma con él. Sus padres y Petralka lucharon por el trono que terminó con sus mutuas muertes, dejando a Petralka para convertirse en gobernante a pesar de ser una niña. Gracias a la influencia de Minori, Garius se interesa por el manga BL (amor entre chicos) y desarrolló interés en Shin'ichi.

## Media

### Novelas ligeras
Outbreak Company empezó como una serie de novelas ligeras escrita por Ichiro Sakaki, con ilustraciones realizadas por Yūgen. La primera novela fue publicada por Kodansha el 2 de diciembre de 2011 bajo su imprenta Kodansha Ranobe Bunko. A fecha de agosto de 2017 se han publicado dieciocho volúmenes. Las novelas están publicadas en Taiwán por la editorial Sharp Point Press.

#### Lista de volúmenes
| Título   | Título                                        | Fecha de salida         | ISBN                   | Portada            |
| -------- | --------------------------------------------- | ----------------------- | ---------------------- | ------------------ |
| 1        | Outbreak Company: Moeru Shinryakusha 1        | 2 de diciembre de 2011  | ISBN 978-4-06-375203-8 | Myucel             |
| 2        | Outbreak Company: Moeru Shinryakusha 2        | 28 de diciembre de 2011 | ISBN 978-4-06-375211-3 | Petralka           |
| 3        | Outbreak Company: Moeru Shinryakusha 3        | 2 de mayo de 2012       | ISBN 978-4-06-375237-3 | Elbia              |
| 4        | Outbreak Company: Moeru Shinryakusha 4        | 31 de agosto de 2012    | ISBN 978-4-06-375255-7 | Petralka           |
| 5        | Outbreak Company: Moeru Shinryakusha 5        | 30 de noviembre de 2012 | ISBN 978-4-06-375271-7 | Myucel             |
| 6        | Outbreak Company: Moeru Shinryakusha 6        | 2 de mayo de 2013       | ISBN 978-4-06-375306-6 | Mitsuru y Myucel   |
| 7        | Outbreak Company: Moeru Shinryakusha 7        | 30 de agosto de 2013    | ISBN 978-4-06-375323-3 | Minori y Garius    |
| 8        | Outbreak Company: Moeru Shinryakusha 8        | 1 de noviembre de 2013  | ISBN 978-4-06-375337-0 | Petralka           |
| 9        | Outbreak Company: Moeru Shinryakusha 9        | 28 de febrero de 2014   | ISBN 978-4-06-375340-0 | Hikaru y Myucel    |
| 10       | Outbreak Company: Moeru Shinryakusha 10       | 5 de mayo de 2014       | ISBN 978-4-06-375359-2 | Myucel             |
| 11       | Outbreak Company: Moeru Shinryakusha 11       | 1 de octubre de 2014    | ISBN 978-4-06-375360-8 | Elbia              |
| 12       | Outbreak Company: Moeru Shinryakusha 12       | 27 de febrero de 2015   | ISBN 978-4-06-381443-9 | Garius y Petralka  |
| 13       | Outbreak Company: Moeru Shinryakusha 13       | 31 de julio de 2015     | ISBN 978-4-06-381463-7 | Myucel             |
| 14       | Outbreak Company: Moeru Shinryakusha 14       | 2 de diciembre de 2015  | ISBN 978-4-06-381505-4 | Hikaru y Elbia     |
| 15       | Outbreak Company: Moeru Shinryakusha 15       | 1 de julio de 2016      | ISBN 978-4-06-381521-4 | Myucel             |
| 16       | Outbreak Company: Moeru Shinryakusha 16       | 2 de diciembre de 2016  | ISBN 978-4-06-381552-8 | Garius y Petralka  |
| 17       | Outbreak Company: Moeru Shinryakusha 17       | 31 de marzo de 2017     | ISBN 978-4-06-381591-7 | Hikaru y Elbia     |
| 18       | Outbreak Company: Moeru Shinryakusha 18       | 2 de agosto de 2017     | ISBN 978-4-06-381611-2 | Shin'ichi y Myucel |
| Gaiden   | Outbreak Company: Moeru Shinryakusha Gaiden   | 2 de agosto de 2018     | ISBN 978-4-06-512948-7 |                    |
| Spin-off | Outbreak Company: Moeru Shinryakusha Spin-off | 2 de noviembre de 2018  | ISBN 978-4-06-513099-5 |                    |

### Manga
Una adaptación al manga, ilustrada por Kiri Kajiya, empezó su serialización en la 25ª edición de 2012 de la revista de Kodansha Good! Afternoon, a la venta el 7 de noviembre de 2012. El primer volumen en formato tankōbon salió a la venta el 2 de septiembre de 2013, y a fecha de enero de 2015 se han publicado en total cuatro volúmenes.

### Anime
Una adaptación a serie de televisión anime, producida por Feel y dirigida por Kei Oikawa, se emitió entre el 3 de octubre y el 19 de diciembre de 2013 en la TBS y más tarde en la MBS, CBC y BS-TBS. En América del Norte se emitió en línea vía Crunchyroll.
El tema de inicio es "Univer Page" (ユニバーページ Yunibā Pēji?) por Suzuko Mimori y el tema de cierre es "Watashi no Hōsekibako" (私の宝石箱?) por Mai Fuchigami. La música está compuesta por Keiji Inai.